# بيل يونغ (سياسي)
بيل يونغ (بالإنجليزية: Bill Young)‏ هو سياسي أسترالي، ولد في 9 فبراير 1917، وتوفي في 19 نوفمبر 2003. انتخب عضو مجلس نواب تسمانيا.